# Sklenina
Sklenína ali emájl je zelo trda snov, ki pokriva zobovino (dentin) zobne krone. Je najtrša snov v človeškem telesu, njena trdota je veliko večja od trdote kosti. V sklenino segajo le posamezni podaljški živčnih vlaken. Ker ne vsebuje živih celic, se po morebitni poškodbi sama ne more obnoviti, za razliko na primer od kosti.

## Funkcija
Sklenina ščiti zobje pred obrabo zaradi žvečenja in grizenja ter neprijetnimi toplotnimi in kemijskimi dejavniki iz okolja, ki bi lahko povzročili bolečino v zobovini.

## Sestava
Sklenina je najbolj mineralizirano tkivo v telesu in sestoji v 96 % iz anorganskega materiala, 4 % pa predstavljajo organske snovi in voda. Med anorganskimi snovmi je največ kalcijevega fosfata, in sicer v obliki hidroksiapatita s kemijsko formulo Ca10(PO4)6·2(OH). Prisotne so tudi manjše količine natrija, klora in magnezija.